# Campeonato Paraibano de Futebol de 2019 - Segunda Divisão
O Campeonato Paraibano de Futebol de 2019 da Segunda Divisão foi a 35 ª edição do torneio e corresponde à segunda divisão do futebol do estado da Paraíba, disputada entre 16 de setembro e 28 de outubro de 2019. A competição foi organizada pela Federação Paraibana de Futebol e conta com a participação de 13 equipes. Ela atribuiu duas vagas para a Primeira Divisão de 2020, que foram conquistadas pelo campeão São Paulo Crystal e pelo vice  Sport-PB .

## Regulamento
O campeonato está formatado semelhante aos anos anteriores, sendo formalmente dividido em três fases. A primeira fase (classificatória) será disputada da seguinte maneira: Os 13 times estão divididos em dois grupos: Litoral/Brejo e Agreste/Sertão. Os times se enfrentam dentro do próprio grupo em turno único. Os dois primeiros colocados em ambos os grupos classificam-se para as semifinais.
O campeão e o vice tem vaga garantida na Primeira Divisão de 2020. 
Os dois últimos colocados do grupo do Litoral/Brejo e o último colocado do grupo Agreste/Sertão serão rebaixados para a novíssima Terceira Divisão de 2020.
A classificação final dos clubes considera os resultados de todos os jogos disputados. O campeão será o primeiro colocado e o vice-campeão, o segundo. Os clubes que não disputarem a final do campeonato serão classificados de acordo com os resultados obtidos nas fases anteriores, respectivamente.

### Critérios de desempate
Caso haja empate de pontos entre dois ou mais clubes, os critérios de desempates serão aplicados na seguinte ordem:
1. Número de vitórias
2. Saldo de gols
3. Gols marcados
4. Confronto direto
5. Número de cartões vermelhos
6. Número de cartões amarelos

### Grupos
Grupo do Litoral/Brejo: Auto Esporte-PB, Desportiva Guarabira, São Paulo Crystal, Confiança de Sapé, Miramar e  Internacional-PB .
Grupo do Agreste/Sertão:  Sport-PB , Picuiense, Nacional de Pombal, Sabugy, Femar e Queimadense.

## Equipes Participantes

### Rebaixados
| Pos. | Rebaixados da Primeira Divisão de 2018 |
| ---- | -------------------------------------- |
| 9º   | Auto Esporte-PB                        |
| 10º  | Desportiva Guarabira                   |

Abaixo, a lista dos clubes previamente interessados em participar do campeonato. As equipes tiveram a participação confirmada pela Federação Paraibana de Futebol, não havendo desistência de nenhum clube até o inicio da competição, que passará a funcionar por sistema de promoção da Terceira Divisão a partir de 2020.
| Baixa | Equipes rebaixadas da Primeira Divisão de 2018 |

- NP significa: Não Participou.

## Primeira Fase

### Grupo Litoral/Brejo
| Pos | Equipe               | Pts | J | V | E | D | GP | GC | SG  | Classificação ou descenso |     | SPC | CON | AUT | INT | DGA | MIR | SPA |
| --- | -------------------- | --- | - | - | - | - | -- | -- | --- | ------------------------- | --- | --- | --- | --- | --- | --- | --- | --- |
| 1   | São Paulo Crystal    | 18  | 6 | 6 | 0 | 0 | 10 | 1  | +9  | Classificados à semifinal |     | —   | 1–0 |     |     | 2–1 |     | 2–0 |
| 2   | Confiança-PB         | 10  | 6 | 3 | 1 | 2 | 7  | 4  | +3  | Classificados à semifinal |     |     | —   | 2–1 |     | 1–1 | 1–0 |     |
| 3   | Auto Esporte-PB      | 9   | 6 | 3 | 0 | 3 | 6  | 6  | 0   |                           |     | 0–1 |     | —   | 3–1 | 0–2 |     |     |
| 4   | Internacional-PB     | 9   | 6 | 3 | 0 | 3 | 5  | 6  | −1  |                           | 0–1 | 1–0 |     | —   |     | 0–1 |     |     |
| 5   | Desportiva Guarabira | 8   | 6 | 2 | 2 | 2 | 11 | 8  | +3  |                           |     |     |     | 1–2 | —   | 3–3 | 3–0 |     |
| 6   | Miramar              | 7   | 6 | 2 | 1 | 3 | 7  | 9  | −2  | Rebaixados                |     | 0–3 |     | 0–1 |     |     | —   | 2–1 |
| 7   | Spartax              | 0   | 6 | 0 | 0 | 6 | 1  | 13 | −12 | Rebaixados                |     |     | 0–3 | 0–1 | 0–1 |     |     | —   |

### Grupo Agreste/Sertão
| Pos | Equipe             | Pts | J | V | E | D | GP | GC | SG  | Classificação ou descenso |     | SPO | QUE | FEM | PIC | SAB | NAP |
| --- | ------------------ | --- | - | - | - | - | -- | -- | --- | ------------------------- | --- | --- | --- | --- | --- | --- | --- |
| 1   | Sport-PB           | 15  | 5 | 5 | 0 | 0 | 15 | 3  | +12 | Classificados à semifinal |     | —   |     | 0–1 | 0–1 |     |     |
| 2   | Queimadense        | 10  | 5 | 3 | 1 | 1 | 7  | 4  | +3  | Classificados à semifinal |     | 2–1 | —   | 0–1 |     | 0–3 |     |
| 3   | Femar              | 9   | 5 | 3 | 0 | 2 | 8  | 7  | +1  |                           |     |     |     | —   | 3–1 | 0–1 | 0–2 |
| 4   | Picuiense          | 4   | 5 | 1 | 1 | 3 | 4  | 7  | −3  |                           |     | 0–1 |     | —   | 0–1 |     |     |
| 5   | Sabugy             | 4   | 5 | 1 | 1 | 3 | 6  | 11 | −5  |                           | 2–0 |     |     |     | —   | 2–1 |     |
| 6   | Nacional de Pombal | 1   | 5 | 0 | 1 | 4 | 2  | 10 | −8  | Rebaixado                 |     | 3–0 | 3–3 |     | 1–2 |     | —   |

## Fase final
|  | Semifinais        | Semifinais | Semifinais | Semifinais |   |                   | Final | Final | Final | Final |
|  |                   |            |            |            |   |                   |       |       |       |       |
|  | Queimadense       | 0          | 0          | 0          |   |                   |       |       |       |       |
|  | São Paulo Crystal | 3          | 2          | 5          |   |                   |       |       |       |       |
|  | São Paulo Crystal | 3          | 2          | 5          |   | São Paulo Crystal | 2     | 0     | 2     |       |
|  |                   |            |            |            |   | São Paulo Crystal | 2     | 0     | 2     |       |
|  |                   | Sport-PB   | 2          | 0          | 2 |                   |       |       |       |       |
|  | Confiança-PB      | Sport-PB   | 2          | 0          | 2 | 1                 | 0     | 1     |       |       |
|  | Confiança-PB      |            |            |            |   | 1                 | 0     | 1     |       |       |
|  | Sport-PB          | 0          | 3          | 3          |   |                   |       |       |       |       |

## Premiação
| Campeonato Paraibano de 2019 - Segunda Divisão |
| ---------------------------------------------- |
| Sport-PB Campeão (1° título)                   |

## Classificação final
| Pos | Grp | Equipe               | Pts | J  | V | E | D | GP | GC | SG  | Classificação ou descenso                    |
| --- | --- | -------------------- | --- | -- | - | - | - | -- | -- | --- | -------------------------------------------- |
| 1   | A/S | Sport-PB             | 20  | 9  | 6 | 2 | 1 | 20 | 6  | +14 | Campeão e vaga na Primeira Divisão 2020      |
| 2   | L/B | São Paulo Crystal    | 26  | 10 | 8 | 2 | 0 | 17 | 3  | +14 | Vice-campeão e vaga na Primeira Divisão 2020 |
| 3   | L/B | Confiança-PB         | 13  | 8  | 4 | 1 | 3 | 8  | 7  | +1  | Eliminados nas semifinais                    |
| 4   | A/S | Queimadense          | 10  | 7  | 3 | 1 | 3 | 7  | 9  | −2  | Eliminados nas semifinais                    |
| 5   | A/S | Femar                | 9   | 5  | 3 | 0 | 2 | 8  | 7  | +1  | Eliminados nas primeira fase                 |
| 6   | L/B | Auto Esporte-PB      | 9   | 6  | 3 | 0 | 3 | 6  | 6  | 0   | Eliminados nas primeira fase                 |
| 7   | L/B | Internacional-PB     | 9   | 6  | 3 | 0 | 3 | 5  | 6  | −1  | Eliminados nas primeira fase                 |
| 8   | L/B | Desportiva Guarabira | 8   | 6  | 2 | 2 | 2 | 11 | 8  | +3  | Eliminados nas primeira fase                 |
| 9   | A/S | Picuiense            | 4   | 5  | 1 | 1 | 3 | 4  | 7  | −3  | Eliminados nas primeira fase                 |
| 10  | A/S | Sabugy               | 4   | 5  | 1 | 1 | 3 | 6  | 11 | −5  | Eliminados nas primeira fase                 |
| 11  | L/B | Miramar              | 7   | 6  | 2 | 1 | 3 | 7  | 9  | −2  | Rebaixados                                   |
| 12  | A/S | Nacional de Pombal   | 1   | 5  | 0 | 1 | 4 | 2  | 10 | −8  | Rebaixados                                   |
| 13  | L/B | Spartax              | 0   | 6  | 0 | 0 | 6 | 1  | 13 | −12 | Rebaixados                                   |